# October (romanzo)
October è un romanzo di spionaggio di Daniel Silva, il primo dei due con protagonista l'agente della CIA Michael Osbourne. Ha avuto come seguito Il bersaglio.

## Trama
Poco dopo il decollo dall'aeroporto JFK di New York, un aereo di linea carico di passeggeri viene misteriosamente colpito da un missile e precipita nell'oceano. 
Le autorità sospettano dell'attentato un gruppo terroristico chiamato "La spada di Gaza", ma niente è come sembra. Incaricato di condurre le indagini, l'agente della CIA Michael Osbourne dovrà affrontare un inafferrabile e micidiale killer professionista dal nome in codice "October", il cui unico segno distintivo sono gli omicidi con tre colpi di pistola in faccia. Michael conosce bene quella macabra firma: è la stessa che gli ha portato via la donna che amava.